# Tetragnatha pulchella
Tetragnatha pulchella este o specie de păianjeni din genul Tetragnatha, familia Tetragnathidae, descrisă de Thorell, 1877. Conform Catalogue of Life specia Tetragnatha pulchella nu are subspecii cunoscute.